# Hilarolea
Hilarolea is een kevergeslacht uit de familie van de boktorren (Cerambycidae). De wetenschappelijke naam van het geslacht werd voor het eerst geldig gepubliceerd in 1868 door Thomson.

## Soorten
Hilarolea is monotypisch en omvat slechts de volgende soort:
- Hilarolea incensa (Perty, 1832)